# ببا ناجي

ببا ناجي (ممثلة)

ببا ناجي ممثلة مصرية  مسرحية عملت في فرقة رمسيس المسرحية وعملت في بعض الأفلام السينمائية في أدوار ثانوية. بالإضافة لأعمالها المسرحية قامت بالاشتراك في 4 أفلام من عام 1942 إلى عام 1945.

## قائمة أفلامها
فيلم «أحلام الشباب» للمخرج كمال سليم عام 1942 بطولة فريد الأطرش وتحية كاريوكا
فيلم «ابن الحداد» للمخرج يوسف وهبي عام 1944 بطولة يوسف وهبي ومديحة يسري
فيلم «سلامة» للمخرج توجو مزراحي عام 1945 بطولة أم كلثوم ويحيى شاهين
فيلم «القلب له واحد» للمخرج هنري بركات عام 1945 بطولة صباح وأنور وجدي

## وصلات خارجية
https://dhliz.com/artist/beba_nagy/ ببا ناجي
https://elcinema.com/person/1110739 ببا ناجي
https://karohat.com/Person/99ae1e18-be23-4b01-9594-e7053c7fa054 ببا ناجي